# 八景園
八景園（はっけいえん）あるいは大森八景園（おおもりはっけいえん）は、現在の東京都大田区山王二丁目にあった遊園地である。

## 沿革
1884年（明治17年）に実業家・久我邦太郎が八景坂上の畑や草原など1万坪を買い取って開園し、50坪の大広間をもつ総萱葺きの家を建て、当時有名だった江東区の中村楼に料亭三宜楼を開業させた。
1902年（明治35年）には、当時の皇后が行啓している。
東海道本線大森駅の西側にあり、「鉄道唱歌」第1集4番に「梅に名を得し大森を」とあるのは、八景園の梅林を指すとされる。
関東大震災前後の1922年（大正11年）から1924年（大正13年）にかけて区画分譲され、住宅地になった。